# Wohnschiff

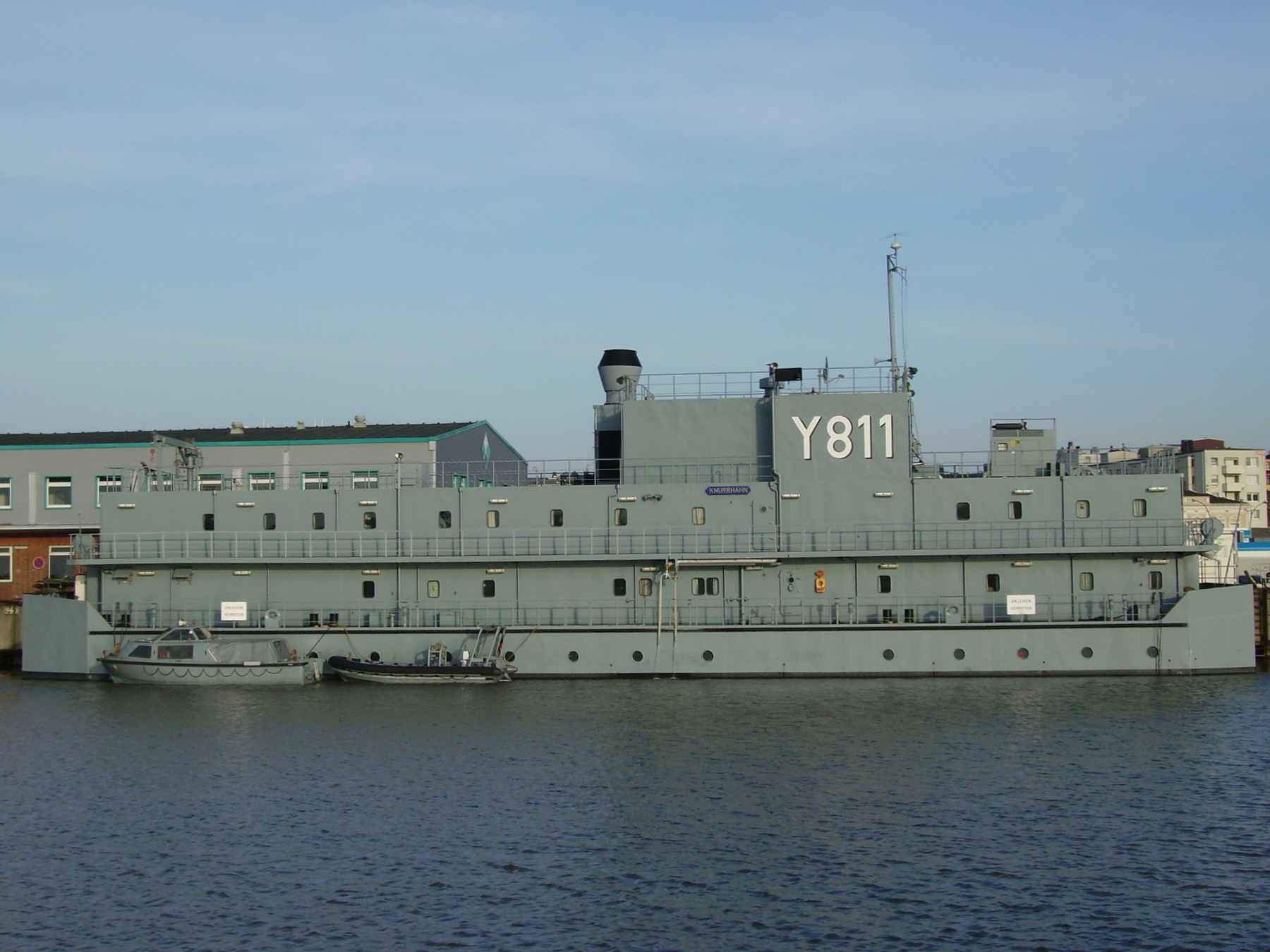
Wohnschiff Knurrhahn der Deutschen Marine

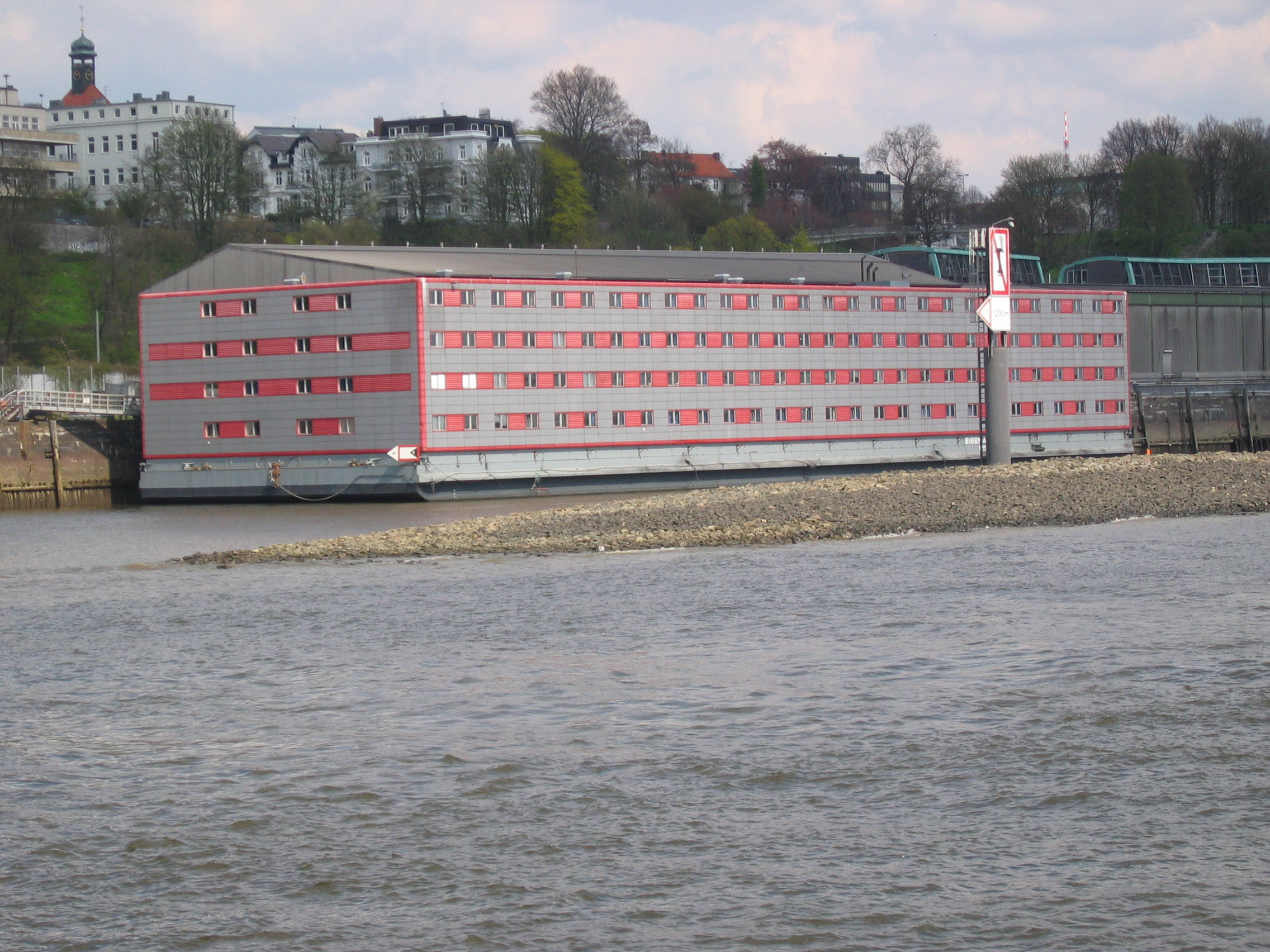
Bibby Altona in Hamburg

Ein Wohnschiff ist ein Schiff, dessen Hauptzweck es ist, Menschen als Wohnraum zu dienen, meist als vorübergehende Unterkunft wie für Bereitschaftsdienste oder als schwimmende Kaserne. Ein Wohnschiff dient daher ähnlichen Zwecken wie ein Wohnboot. Wohnschiffe sind in der Regel größer als Hausboote und weniger bequem eingerichtet.
Wohnschiffe werden selten direkt für diesen Zweck gebaut (eine Ausnahme war z. B. das Four Seasons Great Barrier Reef Resort). Häufig werden ältere Passagierschiffe zu Wohnschiffen umgerüstet, oder es werden auf vorhandene Schiffsrümpfe Unterkünfte aufgesetzt. Wohnschiffe kommen auch zum Einsatz, wenn in Hafenstädten kurzzeitig Unterkunftsraum benötigt wird; so wurden bei den Olympischen Sommerspielen 2004 in Athen mehrere Kreuzfahrtschiffe als Wohnschiffe genutzt (siehe auch Hotelschiff). In vielen Kriegsmarinen wurden veraltete Kriegsschiffe durch Ausbau von Antrieb und Bewaffnung zu sogenannten Hulks abgerüstet, um dann als Wohnschiffe zu dienen. Wohnschiffe gab es auch bei der Handelsschifffahrt. So besaß die DDG „Hansa“ in den 1960er Jahren in Bremen das Wohnschiff Ali Baba.
Bekannte Wohnschiffe in Deutschland waren die Flüchtlings-Wohnschiffe in Hamburg, die bis 2006 als schwimmendes Heim für Asylbewerber dienten. Bei diesen handelt es sich allerdings nicht um Schiffe im eigentlichen Sinn.
Im Zuge der Neu- und Ausbauprogramme der Wasserstraßen in der DDR wurden mehrere Großserien als schwimmende Unterkünfte für Wasserbauer gebaut. Auf Basis von Schubprahmen wurden auf der Oderwerft in Eisenhüttenstadt Wohnprahme gefertigt. In Leichtbauweise erstellt und modern mit Küche, Bad, Schlaf- und Wohneinrichtungen ausgestattet, waren diese Wohnschiffe auf den Wasserstraßen der DDR anzutreffen. Nach der Wiedervereinigung wurden die Wohnprahme an Privatpersonen verkauft. Heute finden sich diese Prahme in unterschiedlichem Erhaltungszustand in Hausbootsiedlungen, z. B. in Hamburg und Berlin. Ein Wohnschiff, das seit 1974 als betriebseigenes Urlauberschiff der (VEB) Oderwerft Eisenhüttenstadt am Prerow-Strom auf dem Darß liegt, wird auch heute noch an Urlaubsgäste vermietet.